# Kynäsaari (ö i Södra Karelen)
Kynäsaari är en ö i Finland. Den ligger i sjön Suuri Paljärvi och i kommunen Ruokolax i den ekonomiska regionen  Imatra ekonomiska region  och landskapet Södra Karelen, i den sydöstra delen av landet, 250 km nordost om huvudstaden Helsingfors. Öns största längd är 50 meter i öst-västlig riktning.

## Klimat
Trakten ingår i den boreala klimatzonen. Årsmedeltemperaturen i trakten är 0 °C. Den varmaste månaden är juli, då medeltemperaturen är 17 °C, och den kallaste är februari, med −15 °C.